# Ousama Game – Spiel oder stirb!
Ōsama Game (jap. 王様ゲーム) ist ein Fortsetzungsroman des japanischen Autors Nobuaki Kanazawa, der als Handyroman entstand. Er wurde mehrfach als Manga sowie 2011 als Kinofilm und 2017 als Anime adaptiert. Der Manga wurde in Deutschland als Ousama Game – Spiel oder stirb! veröffentlicht.

## Handlung
Jeder Schüler einer Oberschulklasse erhält eine SMS eines „Ousama Game“, das ihn auffordert an einem gemeinsamen Spiel teilzunehmen. Sonst drohe Strafe. Die meisten Schüler nehmen die Nachricht nicht so ernst, spielen aus Langeweile aber gerne mit. Nobuaki Kanazawa hat jedoch schon eine dunkle Vorahnung. Die gestellten Aufgaben sind zunächst peinlich, aber harmlos: Ein Schüler soll eine Schülerin küssen, ein anderer einer Schülerin die Füße ablecken und diese es über sich ergehen lassen. Doch als zwei Schüler ihrer Aufgabe nicht nachkommen können, weil eine an dem Tag nicht erscheint, werden sie am nächsten Tag erhängt aufgefunden. Dies versetzt den Rest der Klasse in Angst. Polizei, Eltern und Lehrer glauben an einen Suizid. 
Die nächste Aufgabe verlangt von Daisuke, mit Misaki zu schlafen, obwohl diese mit Shota zusammen ist. Dieser will sich rächen und erhält vom Ousama das Recht, die nächste Aufgabe zu wählen. Er bestimmt, dass Daisuke sich erhängen soll, und dieser kann dem nicht entkommen. Es folgt eine Beliebtheitswahl zwischen Naoya und Kana. Wieder soll der Verlierer mit dem Tod bestraft werden. Kana bietet den Jungs sogar ihren Körper an, um zu gewinnen. Doch um Naoya zu retten, erzählt Nobuyaki er kenne einen Ausweg aus dem Spiel und werde den anderen helfen, wenn sie für Naoya stimmen. Als sie verliert, stürzt sich Kana aus dem Fenster und die Strafe geht an Naoya weiter.

## Veröffentlichungen
Die von Nobuaki Kanazawa als Handyroman geschriebene Romanserie erschien in fünf Bänden. Ab 2014 kamen diese auch in französischer Übersetzung heraus. 
Eine erste Manga-Adaption erschien von 2010 bis 2012 im Magazin Manga Action im Verlag Futabasha. Die zeichnerische Umsetzung stammt von Hitori Renda und die Serie erreichte fünf Bände. Sie wurde auch ins Französische, Spanische, Portugiesische und Chinesische übersetzt; eine deutsche Fassung kam von Juni 2013 bis Juli 2014 bei Carlsen Manga heraus. In Japan verkauften sich die Bände jeweils in der ersten Woche nach Veröffentlichung fast 50.000 mal.
Von November 2012 bis Juli 2014 folgte im gleichen Magazin aber dieses Mal von dem Zeichner Rendite Kuriyama eine Fortsetzung in Form von Ōsama Game: Shūkyoku, das ebenfalls fünf Sammelbände erreichte. Diese verkauften sich in den ersten Wochen je etwa 20.000 bis 30.000 mal. In Deutschland wurde diese Serie zwischen Juli 2015 und Juli 2016 bei Carlsen Manga unter dem Titel Ousama Game Extreme veröffentlicht. Auch die zweite Adaption des Romans wurde in mehrere weitere Sprachen übersetzt. 
Eine dritte Mangaserie erscheint in Japan aktuell im Monthly Action, ebenfalls beim Verlag Futabasha, gezeichnet von J-ta Yamada. Unter dem Titel Ōsama Game: Kigen kamen sechs Sammelbände heraus, die auch ins Französische übersetzt wurden und auf Englisch auf der Plattform Crunchyroll bereitgestellt werden. Eine deutsche Übersetzung erschien von Januar 2017 bis April 2018 komplett bei Carlsen Manga unter dem Titel Ousama Game Origin.
Am 5. Oktober 2017 wurde die erste Folge einer eigenen Anime-Fernsehserie in Japan ausgestrahlt.

## Verfilmung
2011 kam eine Realverfilmung des Romans in Japan, die unter der Regie von Norio Tsuruta entstand. Das Drehbuch des auch als Ōsama Game betitelten Films schrieb Junya Kato.